# Султанов, Турсун Икрамович
Турсун Икрамович Султанов (каз. Тұрсын Икрамұлы Сұлтанов; род. 7 мая 1940, Чемолган, Алма-Атинская область) — советский и российский историк, источниковед, специалист по истории Центральной Азии, доктор исторических наук, профессор, ведущий научный сотрудник Ленинградского отделения Института востоковедения АН СССР, заведующий кафедрой Центральной Азии и Кавказа Санкт-Петербургского государственного университета.

## Биография
Родился 7 мая 1940 года в селе Чемолган (ныне Шамалган), Каскеленский район, Алма-Атинская область, Казахская ССР. В 1958—1962 годах проходил срочную службу в Вооружённых силах СССР.
В 1962—1967 годах учился на кафедре истории стран Ближнего и Среднего Востока Восточного факультета Ленинградского государственного университета. Изучал исторические и специальные дисциплины, а также турецкий, персидский, чагатайский и английский языки. Обучался у И. П. Петрушевского, А. Д. Новичева, А. Д. Желтякова, В. С. Гарбузовой, С. Н. Иванова, В. Г. Кондратьева, А. Т. Тагирджанова.
В 1967—1970 годах проходил аспирантуру при Ленинградском отделении Института востоковедения АН СССР (ныне Институт восточных рукописей РАН). Под руководством В. А. Ромодина исследовал средневековую историю Казахстана и сопредельных регионов Центральной Азии. В 1971 году защитил диссертацию «Основные вопросы истории казахского народа в XVI—XVII вв. по персидско-таджиским и тюркским источникам» (частично издана в 1982 году как монография «Кочевые племена Приаралья в XV—XVII вв. Вопросы этнической и социальной истории») и получил учёную степень кандидата исторических наук.
В 1971—1974 годах работал в Институте истории, археологии и этнографии имени Ч. Ч. Валиханова АН КазССР. В 1974—1997 годах работал в Ленинградском отделении Института востоковедения АН СССР, занимал должности младшего, старшего и ведущего научного сотрудника. В 1988 году защитил диссертацию «Памятники исторической литературы Средней Азии и Восточного Туркестана XV—XIX вв. (проблемы генезиса и функционирования)» и получил учёную степень доктора исторических наук.
В 1996—2021 годах занимал должность заведующего кафедрой Центральной Азии и Кавказа Санкт-Петербургского государственного университета. Читал курсы «Монгольские и тюркские государства Центральной Азии и Ирана в ХІІІ-ХVI вв.», «Исторические деятели центральноазиатских государств ХІІІ-ХІХ вв. в персидской и тюркской историографии», «Правовые воззрения и практика престолонаследия в средневековых центральноазиатских государствах», «Книжная культура средневекового Туркестана: творцы и труды», а также общие курсы по средневековой истории, этнографии и географии тюркских стран Центральной Азии.

## Деятельность
Область научной деятельности — восточное источниковедение, история Центральной Азии, публикация и интерпретация средневековых тюркских и персидских источников по истории и истории культуры Центральной Азии.

## Награды
- Орден «Курмет» (Казахстан, 2007) за «большие заслуги в изучении истории и истории культуры тюркских народов Центральной Азии и подготовку квалифицированных специалистов»[6]
- Университетская премия СПбГУ «За лучшие научные труды» (2001 и 2005)[6]